# Armada panaceorum
Armada panaceorum är en fjärilsart som beskrevs av Ménétriés 1849. Armada panaceorum ingår i släktet Armada och familjen nattflyn. Inga underarter finns listade i Catalogue of Life.